# Cophinopoda oldroydi
Cophinopoda oldroydi is een vliegensoort uit de familie van de roofvliegen (Asilidae). De wetenschappelijke naam van de soort is voor het eerst geldig gepubliceerd in 1994 door Leonidas Tsacas & Jorge N. Artigas.